# Francisco I. Madero, Tihuatlán
Francisco I. Madero är en ort i Mexiko.   Den ligger i kommunen Tihuatlán och delstaten Veracruz, i den sydöstra delen av landet, 200 km nordost om huvudstaden Mexico City. Francisco I. Madero ligger 148 meter över havet och antalet invånare är 300.
Terrängen runt Francisco I. Madero är platt österut, men västerut är den kuperad. Runt Francisco I. Madero är det ganska tätbefolkat, med 104 invånare per kvadratkilometer. Närmaste större samhälle är Tihuatlan, 19,6 km nordost om Francisco I. Madero. Omgivningarna runt Francisco I. Madero är en mosaik av jordbruksmark och naturlig växtlighet.